# Karl Steinhauer
Karl Steinhauer (* 19. August 1902 in Saarbrücken; † 13. März 1981 in Riegelsberg) war ein deutscher Politiker der CDU.

## Leben
Nach der Elementarschule machte Steinhauer ab 1916 eine Lehre in einem Saarbrücker Notariatsbüro. Er legte die Notariatsgehilfenprüfung ab und war von 1920 bis 1935 in der Rechtsschutzabteilung der Gewerkschaft Christlicher Bergleute tätig. Danach war er bis 1945 Rechtsberater bei der Deutschen Arbeitsfront. Am 26. Mai 1936 beantragte er die Aufnahme in die NSDAP und wurde zum 1. Juni desselben Jahres aufgenommen (Mitgliedsnummer 6.921.632).
Nach dem Krieg war er längere Zeit arbeitslos und wurde schließlich vom Riegelsberger Bürgermeister mit der Leitung des Wohnungsamtes beauftragt. Nach der Gründung der Christlichen Gewerkschaft an der Saar 1947 arbeitete er dort wieder als Rechtsberater.
Von 1955 bis 1960 war Steinhauer Mitglied im Landtag des Saarlandes. Am 4. Januar 1957 entsandte ihn der Landtag in den Deutschen Bundestag, dem er bis zum Ende der Wahlperiode im Oktober desselben Jahres angehörte. Der CDU-Landtagsfraktion gehörte er ab dem 9. Dezember 1958 nicht mehr an; stattdessen war er ab dem 25. Februar 1959 Gast der FDP/DPS-Fraktion.